# Marco Quintilio Varo
Marco Quintilio Varo (fl. V secolo a.C.) è stato un politico e militare romano.

## Tribunato consolare
Nel 403 a.C. fu eletto tribuno consolare con Manio Emilio Mamercino, Lucio Valerio Potito, Appio Claudio Crasso, Lucio Giulio Iullo, Marco Furio Fuso.
(Tito Livio, Ab Urbe Condita, V, 1)
Mentre i Romani assediavano Veio, costruendo terrapieni, macchine d'assedio (vinea, torri e testuggini), fortini per controllare il territorio, i Veienti videro frustrati i tentativi di coinvolgere le altre città etrusche nella guerra contro Roma.
Si giunse così all'inverno, con la straordinaria decisione di mantenere l'esercito in armi ad assediare Veio, per impedire che tutte le opere realizzate e tutti i progressi realizzati fossero vanificati dai Veienti, per l'abbandono del teatro di guerra (fino ad allora durante i mesi autunnali ed invernali le campagne militari venivano sospese, ed i soldati-cittadini tornavano in città per seguire le loro normali occupazioni).
La decisione trovò la ferma opposizione dei tribuni della plebe.
(Tito Livio, Ab Urbe Condita, V, 2)
Solo l'intervento di Appio Claudio Crasso, che con le sue celebri orazioni contrastava la polemica dei tribuni ed un'improvvisa sortita dei Veienti, per distruggere le opere d'assedio romane, riuscì a riportare la concordia tra gli ordini sociali, e a far accettare come necessaria la decisione di mantenere l'esercito in armi anche per l'inverno.